# دوستان (ترانه جاستین بیبر و بلادپاپ)
«دوستان» (به انگلیسی: Friends) ترانه‌ای از خواننده اهل کانادا جاستین بیبر و تهیه‌کننده موسیقی اهل ایالات متحده آمریکا بلادپاپ است. ترانه توسط بیبر، جولیا مایکلز، جاستین ترانتر و با تهیه‌کننده بلادپاپ نوشته شده‌است. ترانه در ۱۸ اوت ۲۰۱۷ از طریق آربی‌ام‌جی، اسکول‌بوی، دف جم و ریپابلیک رکوردز منتشر شد.
این تک‌آهنگ در چارت‌های، نروژ، دانمارک در رتبه اول و در چارت‌های کانادا، اسکاتلند، فرانسه، اسپانیا، فنلاند، سوئد، استرالیا، سوئیس، نیوزلند، پرتغال، اتریش، بریتانیا جزو ده ترانه اول قرار گرفت. «دوستان» در رتبه دو جدول فروش موسیقی تک‌آهنگ‌های بریتانیا و در رتبه ۲۰ ۱۰۰ آهنگ داغ بیلبورد ایالات متحده آمریکا قرار گرفت. در ۲۰ اکتبر ۲۰۱۷، بیبر و بلادپاپ نسخه ریمیکس این ترانه را با حضور خواننده و ترانه‌نویس آمریکایی، جولیا مایکلز منتشر کردند.